# Jean Larriaga
Pour les articles homonymes, voir Larriaga.
Jean Larriaga est un réalisateur et écrivain français né le 14 avril 1945 à Paris où il est mort le 25 décembre 2016.

## Biographie
Monteur, puis assistant réalisateur et scénariste, Jean Larriaga tourne son premier long métrage en 1971. Il travaille ensuite pour la télévision avant d'écrire pour le théâtre et la radio.
Il a été administrateur délégué à la radio au sein de la SACD.

## Filmographie

### Cinéma

#### Scénariste
- 1968 : Sexyrella de Claude Mulot
- 1970 : La Rose écorchée de Claude Mulot

#### Réalisateur
- 1972 : La Part des lions (+ scénariste)
- 1973 : Un officier de police sans importance
- 1999 : Orthographe renforcée, court métrage (+ scénariste)

### Télévision
- 1978 : Cinéma 16 - téléfilm : Le Rabat-joie (+ scénariste)
- 1983 : Cinéma 16 - téléfilm : Le Château-faible (+ scénariste)
- 1989 : Cinéma 16 - téléfilm : Adieu Don Juan (+ scénariste)
- 1993 : Louis Renault, un visionnaire
- 1998 : Marion et son tuteur (+ scénariste)

## Publications
- Cinq sketches à jouer à deux, Art et Comédie, 2000
- Grain de passage, Art et Comédie, 2002
- Les héros sont récurrents, L'Avant-Scène Théâtre, 2003
- Nouveau voisinage, Art et Comédie, 2005
- Bobby s'éloigne, Alna, 2006
- Il était une voix, L'Harmattan, 2007
- Morceaux choisis, L'Harmattan, 2007
- Lâcher de sketches, Art et Comédie, 2008
- Le Fils de la maison, Mokeddem, 2009
- Ceux du périmètre, L'Harmattan, 2012
- Ils inventèrent l'été, L'Harmattan, 2014
- Une escapade estivale sous l'Ancien Régime est son ultime roman.
- Un Vertige, monologue, éditions de la Librairie théâtrale, 2014